# Леонтьєв Олег Костянтинович
Оле́г Костянти́нович Лео́нтьєв (19 лютого 1920, с. Уяр Красноярський край, РРФСР — 13 грудня 1988, Москва, СРСР) — радянський науковець-геоморфолог, доктор географічних наук, професор, завідувач кафедри геоморфології (1961—1986) географічного факультету Московського державного університету (МДУ). Заслужений діяч науки РРФСР (1980).

## Життєпис
Народився 19 лютого 1920 року в селі Уяр Красноярського краю Росії в родині службовців. Родина переїхала до Ленінського Тульської області, де Олег Костянтинович закінчив школу. 1938 року вступив на географічний факультет Московського університету, який закінчив через 10 років, 1948 року. Перерва була викликана участю в німецько-радянській війні, під час якої він служив в авторемонтних підрозділах Радянської армії і був нагороджений медаллю «За перемогу над Німеччиною у Великій Вітчизняній війні 1941—1945 років». У перші воєнні роки він працював у рідному селищі техніком-землевпорядником, потім вчителем середньої школи. На початку 1943 року був мобілізований до лав армії, демобілізований 1945 року.
Під впливом професора В. П. Зенковича зосередив свою увагу на новому напрямку — геоморфології морських берегів, ставши згодом одним з основоположників вітчизняної школи береговиків. Пізніше в коло його наукових інтересів увійшли геологія та геоморфологія морського дна. Після закінчення навчання в університеті був направлений на роботу до об'єднання «Дагнефть» (Дагестан), де очолив морську геолого-знімальну партію, яка провела першу інструментальну геолого-геоморфологічної зйомку прибережної смуги шельфу для потреб нафтової геології. Отримані теоретичні матеріали лягли в основу його кандидатської дисертації, яку захистив 1951 року (з 1953 року доцент). 1957 року захистив докторську дисертацію на тему «Геоморфологія морських берегів і дна».
1960 року присвоєне вчене звання професор. У 1961—1986 роках Леонтьєв працював завідувачем кафедри геоморфології географічного факультету Московського університету. 1972 року створив на кафедрі лабораторію морської геоморфології.
Брав активну участь в роботі багатьох міжнародних і вітчизняних наукових організацій: Міжнародний географічний союз, Асоціація з вивчення четвертинного періоду, Міжнародна асоціація планетологів, робоча група «Морські береги» Ради АН СРСР з проблем Світового океану, рада з проблем Каспійського моря при Держкомітеті з науки і техніки.
Підготував 40 кандидатів і 4 докторів наук. У Московському університеті читав курси «Геоморфологія морських берегів», «Морська геологія» і «Фізична географія океану». Неодноразово читав лекції в університетах СРСР і за кордоном.
Помер 13 грудня 1988 року в Москві, похований на Ніколо-Архангельському кладовищі.

## Наукова діяльність
Олег Костянтинович Леонтьєв займався методикою геоморфологічного картування. Засновник школи морських геоморфологів. Найбільший фахівець з геоморфології берегів і дна Каспійського моря та історії його розвитку. Вивчав берега Байкалу, Каспійського, Охотського і інших морів, Китаю, Албанії, Куби, островів Індійського і Тихого океанів. Зробив значний внесок у вивчення еволюції перехідної зони і серединно-океанічних хребтів, а також коливання рівня Світового океану.
Леонтьєв О. К. написав й опублікував понад 300 наукових робіт, серед них 21 монографія і підручник. Основні наукові праці присвячені геоморфології і класифікації морських берегів і дна океанів:
- «Основи геоморфології морських берегів» (1961);
- «Короткий курс морської геології» (1963);
- «Геоморфологія дна Світового океану. Конспект вибраних лекцій з курсу „Геоморфологія світу“» (1965);
- «Дно океану» (1968);
- «Каспійське море» (у співавторстві, 1969);
- «Методи геолого-геоморфологічних досліджень дна світового океану. Тексти вибраних лекцій з курсу „Морська геологія“» (у співавторстві, 1969);
- «Каньйони під морем» (1973);
- «Основи фізичної географії Світового океану. Тексти лекцій» (1974);
- «Геоморфологія морських берегів» (1975)
- «Рівень, береги та дно океану» (1978);
- «Геоморфологія берегів і дна Каспійського моря» (у співавторстві, 1977);
- «Загальна геоморфологія» (у співавторстві, 1979);
- «Тихий океан» (у співавторстві, 1981);
- «Морська геологія: основи геології та геоморфології дна Світового океану» (1982);
- «Індійський океан» (у співавторстві, 1982);
- «Фізична географія Світового океану» (1982);
- «Атлантичний океан» (у співавторстві, 1984);
- «Геоморфологія материків і океанів» (у співавторстві, 1987)[1].

## Нагороди і відзнаки
- 1945 — Медаль «За перемогу над Німеччиною у Великій Вітчизняній війні 1941—1945 рр.»[3]
- 1972 — Лауреат премії імені Д. М. Анучина[4].
- 1980 — Заслужений діяч науки РРФСР[4].
- 1981 — Лауреат премії імені Д. Н. Анучина (за колективну працю «Загальна геоморфологія»)[4].

## Пам'ять
1993 року іменем Олега Костянтиновича названа підводна гора в хребті Наска в південно-східній частині Тихого океану (23° 26′ 24″ пд. ш., 83° 19′ 18″ з. д.).